# رودا سكوت
رودا سكوت (بالإنجليزية: Rhoda Scott)‏ هي مغنية وعازفة جاز أمريكية، ولدت في 3 يوليو 1938.

## وصلات خارجية
- الموقع الرسمي
- رودا سكوت على موقع IMDb (الإنجليزية)
- رودا سكوت على موقع ميوزك برينز (الإنجليزية)
- رودا سكوت على موقع أول ميوزيك (الإنجليزية)
- رودا سكوت على موقع ديسكوغز (الإنجليزية)
- رودا سكوت على موقع قاعدة بيانات الفيلم (الإنجليزية)